# غوردون أوكونور
غوردون أوكونور هو سياسي كندي، ولد في 18 مايو 1939 في تورونتو في كندا. حزبياً، نشط في حزب المحافظين الكندي. وقد انتخب وزير الدفاع الوطني ‏ (6 فبراير 2006 – 14 أغسطس 2007) وانتخب عضو مجلس العموم الكندي وانتخب وزير الدخل القومي ‏ (14 أغسطس 2007 – 29 أكتوبر 2008).